# Hugo Banzer
Hugo Banzer Suárez, född 10 maj 1926 i Concepción, Santa Cruz, död 5 maj 2002 i Santa Cruz de la Sierra, var en boliviansk militär och politiker. Han var Bolivias president i två omgångar, 1971-1978 som diktator och ledare för militärjuntan och 1997-2001 som folkvald för partiet Acción Democrática Nacionalista, som han själv bildat 1979.
Banzer, som hade smeknamnet "El Petiso" (den korte), var utbildningsminister 1964-1966 i president René Barrientos regering, militärattaché i Washington 1967-1969 och därefter chef för Bolivias militärhögskola. Under denna period skedde flera regeringsskiften mellan höger- och vänsterorienterade officerare i Bolivia. Banzer, som var konservativ, hjälpte general Rogelio Miranda att störta president Alfredo Ovando i september 1970. I augusti störtade Banzer den vänsterorienterade generalen Juan José Torres från presidentposten, efter att denne hade avskedat Banzer från hans post som chef för militärhögskolan.
Som president 1971–1978 uppmuntrade Banzer utländska investeringar, men hans hårds linje mot fackföreningar, individuella friheter och oppositionella ledde till motstånd mot honom från fackföreningsledare, präster, bönder och studenter. 1974 genomfördes två misslyckade kuppförsök mot honom. 1974 slog han också ner ett bondeuppror. I presidentvalet 1978 ställde Banzer inte upp, och general Juan Pereda Asbún vann, samtidigt som många anklagelser om utbrett valfusk förekom. Pereda krävde ett nytt val, men innan nyvalet hade hållits genomförde Pereda en kupp som tvingade Banzer att avgå i förtid 21 juli 1978. Banzer skickades i exil av Pereda som ambassadör i Argentina, men återvände till Bolivia 1979, där han ställde upp i presidentvalen samma år, och i flera efterföljande val. I valet 1985 hade han flest röster men förlorade slutomröstningen i kongressen. I valen 1989 och 1993 kom han på andra plats. I valet 1997 fick han flest röster och vann slutomröstningen i kongressen, och blev åter president för en femårig mandatperiod med början 1997. Han insatser för att kraftigt minska kokaodlingen i landet gjorde honom uppskattad i USA. En cancersjukdom tvingade honom att avgå från presidentposten 2001, ett år före mandatperiodens slut, och han dog året efter.